# Symbolisme des arbres
 (juillet 2009).
Si vous disposez d'ouvrages ou d'articles de référence ou si vous connaissez des sites web de qualité traitant du thème abordé ici, merci de compléter l'article en donnant les références utiles à sa vérifiabilité et en les liant à la section « Notes et références ».
Le symbolisme des arbres concerne les arbres dans leur capacité à désigner, à signifier, voire à exercer une influence en tant que symbole. L'arbre en général est symbole (de l'homme, du cosmos, de la vie…), et chaque arbre en particulier est un symbole (le chêne symbolise la majesté, l'aulne, l'humilité).
Les textes des troubadours, des conteurs et des poètes de toutes les époques chantent l'arbre comme l'axe du monde, la flamme de vie, le pont du ciel, l'image de l'éternelle vigueur. De par sa verticalité, l'arbre est le lieu sacré où le ciel s'enracine à la terre. Ses racines fouillent les profondeurs cachées du sol dans lequel elles se développent, son tronc et ses branches maîtresses fendent l'espace aérien ; c'est dans les hauteurs que se balancent ses fines ramures et ses fleurs. L'arbre met en relation les trois niveaux du cosmos. L'arbre est le symbole par excellence de la vie en perpétuelle évolution. Le déroulement de son cycle annuel l'associe tout naturellement à la succession de la vie, de la mort et de la renaissance.
On rencontre des arbres sacrés, des rites et des symboles végétaux dans les traditions populaires du monde entier, dans les métaphysiques et les mystiques de tous les temps, des époques archaïques jusqu'à nos jours. Parfois, l'univers est représenté par un arbre géant ; dans d'autres traditions, l'humanité naît d'un arbre. L'arbre est toujours associé à ce qui est vivant et créateur.
« Jamais un arbre n'a été adoré rien que pour lui-même, mais toujours pour ce qui, à travers lui, se révélait, pour ce qu'il impliquait et signifiait. C'est en vertu de sa puissance, c'est en vertu de ce qu'il manifeste et qui le dépasse, que l'arbre devient un objet religieux ».

## Distinctions
- Diverses classifications sont possibles, selon les critères choisis. D'après la valeur religieuse : arbres profanes, arbres sacrés (le chêne des druides, le pippal des bouddhistes…). Arbres réels, arbres imaginaires (l'Arbre de vie, le frêne Yggdrasil dans la mythologie scandinave…). Arbres bénéfiques, arbres maléfiques (dont l'arbre à poison). Arbres mâles (seulement des fleurs mâles : le diospyros mespiliformis), femelles (seulement des fleurs femelles), hermaphrodites (le hêtre, le chêne rouvre…). Arbre social, arbre solitaire[3]. D'après l'usage : arbres ornementaux (le platane, le magnolia…), arbres fruitiers (le pommier, le cerisier…), arbres à bois (le sapin, le chêne…).
- Symbole, symbolique, symbolisme, symbologie. Symbolique et symbolisme sont liés. 1) "Le symbole est un signe concret évoquant par un rapport naturel quelque chose d'absent ou d'impossible à percevoir" (André Lalande, Vocabulaire technique et critique de la philosophie). 2) Le symbolisme des arbres concerne d'une part leur capacité à signifier, peut-être à agir, influencer, activer, d'autre part leur statut à être interprétées. 3) La symbolique des arbres concerne le système signifiant des arbres : d'une part, ils forment ensemble un système, un tout, un ensemble, un complexe, d'autre part, chacun entre dans un réseau (chacune appelle son opposé, son proche, etc.). 4) La symbologie est la théorie : histoire, usages, valeurs…
- Syntaxe, sémantique, pragmatique. L'approche sémiotique, depuis Charles W. Morris[4], examine trois points de vue, qui peuvent s'appliquer aux arbres : 1) la syntaxe (les rapports entre arbres), 2) la sémantique (le sens des arbres, ce qu'ils désignent indirectement, par analogie naturelle), 3) la pragmatique (l'utilisation symbolique des arbres dans une situation de communication).

## Le système des arbres
Une symbolique implique un système, c'est-à-dire une complexité variée (elle comporte plusieurs éléments), interactive (ses éléments agissent les uns sur les autres), organisée (elle obéit à un ordre, tel que succession, priorité), totale (quand on modifie un élément les autres sont modifiés) et finalisée (elle vise un but, en général la signification). Les arbres forment système, dans la nature comme dans l'imaginaire : la Bible associe l'arbre de la vie et l'arbre de la connaissance du bien et du mal (Genèse, II, 9). Certains arbres forment des biogroupes (par exemple : le hêtre, l'épicéa, le sapin, le douglas).

## Analogies et correspondances
- Voir : Analogies et correspondances.

L'historien des religions Mircea Eliade explique que les cultes rendus aux arbres ne relèvent pas d'un sentiment panthéiste d'adoration à l'égard de la nature, mais d'un sentiment profond suscité par le symbolisme de l'arbre : l'arbre en tant que pont entre une réalité spirituelle invisible et une réalité concrète et sensible. L'arbre est un symbole parfait car il réunit tous les niveaux du réel. Il relie le ciel et la terre, la matière et l'esprit, l'inconscient et le conscient, le réel et le rêve. Il relie et harmonise les contraires. Il réalise une synthèse du monde par l'unité fondamentale de ses trois plans souterrain, terrestre et céleste. Tour à tour arbre de connaissance, arbre de vie, arbre familier et protecteur, il se régénère sans cesse. Bénéfique, il est source de fécondité physique, de protection psychologique, de connaissance intellectuelle et d'éveil spirituel.
Pour saisir le symbolisme d'un arbre, il est souvent pertinent de noter les correspondances établies.
Arbres et couleurs. On trouve des arbres à feuilles rouges (l'érable), à fleurs jaunes (le mimosa), à fruits bleus.
Arbres et dieux. Dans la Rome antique, le chêne était consacré à Jupiter, le tilleul à Vénus, le laurier à Apollon.
Arbres et figures géométriques. On connaît des arbres coniques, sphériques...
Arbres et nombres. La disposition des pousses sur les tiges obéit à la suite de Fibonacci. L'angle formé par deux pousses adjacentes, exprimé en fraction de la circonférence de la tige, est généralement une fraction de deux nombres de la suite de Fibonacci : 1/2 pour l'orme et le tilleul, 1/3 pour le hêtre et le noisetier, 2/5 pour le chêne et les arbres fruitiers, 3/8 pour le peuplier et les roses, 5/13 pour le saule et l'amandier.

## Techniques de décodage
Il y a deux degrés dans l'art de décoder (identifier et interpréter) les symboles, leur code : le déchiffrage et le décryptage. Quand on déchiffre, on connaît le code ; quand on décrypte : on ne le connaît pas.
- Première technique : identifier les objets liés à tel arbre. Quels sont le ou les points communs ?
- Deuxième technique : examiner les rapports avec les autres arbres. À quel arbre tel autre arbre est-il opposé, auquel est-il accouplé, auquel est-il similaire ? Le chêne et le hêtre sont incompatibles.
- Troisième technique : quel effet produit psychologiquement et physiquement tel arbre ? Les feuilles du noyer coupent tellement la lumière qu'elles causent des refroidissements à qui se couche sous lui.
- Quatrième technique : que disent les traditions (proverbes, mythes, contes, etc.) et les idéologues (philosophes, théologiens, iconographes, etc.) ?

## Quelques arbres
On peut vouloir traduire, allégoriquement, un arbre sur le plan de la qualité, du sens : par exemple, chêne = majesté. Bien entendu, cet exercice est risqué, peut-être même sans signification, parce que les symboles ont plusieurs sens (parfois même contraires), parce que les symboles changent de sens selon les cultures, parce que le sens d'un symbole n'est jamais indépendant des symboles qui l'entourent (le chêne comme symbole change de sens selon qu'il est confronté au bouleau ou au hêtre).

### Selon Pierre-Émile Rocray
Voici quelques arbres symboliques, d'après Pierre-Émile Rocray, « ingénieur forestier et responsable de la Maison de l'arbre du Jardin botanique de Montréal ».

La colombe tenant une branche d'olivier est un symbole de paix largement utilisé.

- L'Acacia. On dit que l'arche d'alliance était en bois d'Acacia plaqué d'or, et que la couronne d'épines du Christ provenait de ce même arbre. Dans la pensée judéo-chrétienne, cet arbuste au bois dur et presque imputrescible, aux épines redoutables et aux fleurs arborant les couleurs du lait et du sang, est un symbole de renaissance et d'immortalité.
- L'Amandier. Signe de la renaissance de la nature, cet arbre à la feuillaison printanière est aussi un symbole de fragilité car ses fleurs, ouvertes dès l'arrivée du printemps, sont sensibles au gel tardif. Chez les Grecs, l'amande pressée était comparée à la semence de Zeus, en tant que puissance créatrice. On affirme même que l'Amandier remonte directement à ce Dieu et que son fruit peut féconder une vierge indépendamment de l'union sexuelle. Selon une croyance qui tient encore en Europe, la jeune fille qui s'endort sous un Amandier en rêvant à son fiancé, peut soudainement se réveiller enceinte.
- L'Aubépine. On accordait à cet arbre des pouvoirs permettant de détourner la foudre, de conserver la viande, d'empêcher de faire tourner le lait et d'éloigner les serpents ; d'où des plantations fréquentes d'Aubépines à proximité des granges et des étables.
- Le Bouleau. Les chamans de la Sibérie vantaient les vertus thérapeutiques de cet arbre des régions froides et tempérées. Ils n'hésitaient pas à monter dans ses branches pour mieux entrer en contact avec les Dieux de l'autre monde. On peut également s'interroger sur les raisons inconscientes qui font autant apprécier le Bouleau comme arbre d'ornement, une essence qui, pourtant, ne possède pas une grande espérance de vie et qui, mis à part sa beauté esthétique, offre plus d'inconvénients que d'avantages en ornementation. S'agit-il de sa blancheur, un symbole de pureté, ou de l'extrême finesse de sa ramure qui rend cet arbre si attirant ?
- Le Chêne. Arbre sacré dans de nombreuses traditions, le Chêne est investi de privilèges accordés à la divinité suprême parce qu'il attire la foudre et symbolise la majesté. En tout temps et en tout lieu, le Chêne est synonyme de force et de solidité. C'est du moins l'impression qu'il laisse quand il atteint sa maturité. Notons que le bois du chêne a la propriété d'être incorruptible, alors ne soyons donc pas étonnés d'apprendre que les termes "chêne" et "force" se traduisent en latin par le même mot : robur, symbolisant autant la force morale que physique. Il est le symbole de l'arbre de vie, le salut ainsi que les figures allégoriques de la Force et de la Prospérité. Le chêne est aussi l'arbre consacré à Jupiter dans la mythologie classique où de grands chênes croissent dans la forêt de Dodone, en Épire, qui est consacré à l'oracle de ce dieu, et est l'un des plus anciens sanctuaires grecs.
- Le Cyprès. Cet arbre sacré chez de nombreux peuples, grâce à sa longévité et à sa verdure persistante, est également nommé "Arbre de vie", à l'instar du Thuya. Chez les Grecs et les Romains, le Cyprès est en rapport avec les divinités de l'enfer. Il est l'arbre des régions souterraines, d'où sa présence remarquée dans plusieurs cimetières du bassin de la Méditerranée. Le cyprès est l'un des attributs de la figure allégorique du Désespoir[8] : elle en tient une branche dans la main droite car, de même que le cyprès ne repousse pas s'il est coupé, l'homme en proie au désespoir finit par annihiler en lui toute possibilité de cultiver le courage et la Vertu.
- Le Frêne. À l'instar du Chêne, le Frêne est un symbole de solidité puissante. On en faisait des hampes de lances. Dans les traditions scandinaves, cet arbre symbolise l'immortalité et sert de lien entre les trois niveaux du cosmos. Dans les anciens pays baltes, l'homme étourdi et un peu niais est qualifié de frêne car il est considéré comme aveugle. En effet, ne sachant pas quand vient le printemps, il reste longtemps dénudé. Tandis qu'à l'automne, craignant de paraître ridicule à nouveau, il est le premier à se dépouiller rapidement de toutes ses feuilles.
- L'Olivier. La richesse symbolique de cet arbre est abondante: récompense, purification, force, paix, victoire, fécondité. Consacré à la Déesse grecque Athéna, l'Olivier l'était également au Dieu romain Jupiter. Un mythe raconte que Neptune et Minerve, se disputant la possession de l'Attique se présentent devant l'assemblée des Dieux. Ces derniers décident de confier la région à celui qui offrira le don le plus précieux. Le dieu de la mer frappa un rocher avec son trident et fit jaillir une source pendant que la déesse fit naître un Olivier. Ainsi Minerve remporta la victoire et cet arbre lui fut consacré. Il est devenu symbole de paix sans doute parce que la déesse est la figure guerrière opposée à Mars. Il faut aussi se rappeler que vers la fin du déluge, une colombe rapporta une branche d'Olivier vers l'arche de Noé. Selon une vieille légende, la croix du Christ était fabriquée de Cèdre et d'Olivier. Dans le langage du Moyen Âge, cet arbre symbolisait l'or et l'amour.
- L'Orme. Cet arbre a toujours détenu des pouvoirs surnaturels. Dans la France du Moyen Âge, il était appelé "l'arbre de la justice" parce que c'était sous sa canopée que les seigneurs et les juges rendaient leurs jugements. On savait l'Orme capable de guérir diverses maladies cutanées, dont la lèpre. Les guérisseurs enlevaient des morceaux d'écorce d'Orme pour concocter des remèdes contre le rhumatisme.

Le palmier symbolise parfois l'île déserte

- Le Palmier. Il signifie la victoire, la renommée, le triomphe sur la mort. Il symbolise le martyre, la Vierge Marie et l'Asie. Depuis l'Antiquité le palmier est attribué au mythe du soleil pour évoquer la gloire et l'immortalité, en raison de la disposition harmonieuse de ses branches et de ses feuilles semblables à des rayons. La branche de palmier est offerte a vainqueur comme emblème de victoire. Dans certaines légendes romaines la branche de palmier est signe de bon présage. Horace raconte que Rhéa Silvia voit en songe Romulus et Rémus peu avant d'accoucher, sous l'aspect de palmiers aux branches majestueuses se dressant vers le ciel. Il est à noter qu'en botanique le palmier n'est pas considéré comme un arbre, car il n'a pas de cambium et ne produit pas de vrai bois.
- Le Peuplier. Cet arbre propre à l'hémisphère boréal tire son nom du mot latin populus et de l'ancien français poplier, deux termes qui signifient "Peuple". La légende dit que c'est l'Arbre du peuple puisque ce serait sous des Peupliers que celui-ci prenait autrefois des décisions importantes. Depuis l'Antiquité le peuplier a une connotation funèbre. Pline l'Ancien rappelle que les défunts étaient recouverts de peupliers noirs. Le graveur Vincenzo Cartari, au XVIIe siècle, note que le peuplier est considéré comme un arbre infernal parce qu'il croît sur les rives de l'Achéron. Lorsque Hercule descend aux enfers afin de s'emparer du chien Cerbère, il s'enveloppe le crâne de rameaux de peuplier, qui blanchissent au contact de la sueur dans sa partie inférieure et noircissent par les fumées infernales en sa partie supérieure.
- Le Pommier. Il se trouve au centre de plusieurs croyances, dont celles de procurer la sagesse, d'améliorer les connaissances et d'acquérir l'immortalité. Son fruit est identifié depuis très longtemps comme un fortifiant et comme un remède préventif contre la maladie. À cet effet, souvenons-nous du vieux proverbe anglo-saxon : An apple a day keeps the doctor away.
- Le Sapin. On dit que le Sapin empêchait la foudre de tomber et conjurait les mauvais sorts. En Allemagne, on flagellait autrefois les femmes durant le mardi gras, avec des branches de cet arbre, dans le but de leur permettre d'avoir des enfants.
- Le Saule. Une croix faite avec deux rameaux de Saule, que l'on jetait dans l'eau d'une source sacrée, permettait de connaître l'imminence ou non de sa mort. Une croix flottante annonçait une mort certaine dans les mois suivants. Celle-ci était cependant éloignée si la croix coulait ; plus éloignée encore si elle atteignait rapidement le fond de l'eau. Le phénomène apparaît toutefois contradictoire quant à la mort associée à la flottaison plutôt qu'à la disparition de la croix. L'image du saule a une connotation négative depuis l'Antiquité, probablement parce que les fruits de cet arbre tombent avant qu'ils ne soient mûrs. Dans l'Odyssée, Homère signale cette particularité. Lorsque Ulysse prend congé de Circé, la magicienne lui indique comment atteindre l'Hadès : "Quand ton vaisseau arrivera au bout de l'Océan, tu trouveras un rivage plat et les bois sacrés de Perséphone : hauts peupliers noirs et saules qui perdent leurs fruits. Échoue là ta nef, près de l'Océan aux profonds remous ; toi, entre dans l'humide demeure d'Hadès"[9]. La croyance selon laquelle le saule est infécond est répandue dans l'Antiquité, Pline l'Ancien la mentionne aussi[10]. À la renaissance, la stérilité présumée du saule inspire la représentation de la figure allégorique de la Disette. Cesare Ripa[11]la décrit comme une femme émaciée, mal vêtue, debout à côté d'une vache maigre et tenant, de la main droite une branche de saule et dans la main gauche, une pierre ponce, toutes deux considérées comme stériles. Car Ripa explique que : "la stérilité est la raison principale de la disette".
- Le Laurier. Ovide raconte comment la nymphe Daphné, est métamorphosée en laurier pour avoir échappé à l'amour d'Apollon qu'elle ne payait pas en retour. Depuis cet arbre est consacré au Dieu du soleil. Dans la Rome antique, le laurier est consacré à Jupiter. Selon la doctrine chrétienne, le laurier est à la fois symbole d'éternité, car il est toujours vert et de chasteté car ses feuilles ne se flétrissent jamais. C'est surtout à la renaissance que se diffuse l'image allégorique de la Victoire, figure féminine ailée qui remet une couronne de laurier au vainqueur ou lui pose sur la tête.
- Le Genévrier. Apollonios de Rhodes[12] décrit comment Médée aide Jason à s'emparer de la Toison d'or en endormant le dragon en lui administrant une potion issue du genévrier. Le genévrier est aussi associé à la chasteté, car comme la châtaigne est protégée par sa bogue, la baie de genièvre est protégée par ses feuilles. Pline l'Ancien[13] signale aussi que le bois de genévrier n'est pas attaqué par les vers et qu'il a la propriété de ne pas dépérir. Celui-ci donne l'exemple d'un temple consacré à Diane, en Espagne, bâtit avec des poutres de genèvrier, deux cents ans avant la guerre de Troie et est encore en parfait état à son époque. C'est pour cela, sans doute, qu'il est aussi associé à l'éternité.
- Le Myrte. Arbrisseau consacré à Vénus car selon Ovide[14], c'est de son feuillage que la déesse de la beauté, née de la mer, couvre sa nudité, le jour où elle aborde l'île de Cythère. Une autre légende rapporte que Bacchus, devant se rendre aux enfers pour libérer sa mère Sémélé tuée par le foudre de Jupiter, promet d'y laisser un myrthe en échange. D'où la signification funèbre de l'arbrisseau. Malgré tout, le myrthe a toujours été chargé d'une valeur positive et consacré à Vénus, est devenu un symbole de fécondité : durant le banquet des noces, les jeunes époux portent habituellement une couronne de myrthe sur la tête. Pline l'Ancien appelle cet arbrisseau myrthus conjugalis[15]. Un rameau de myrte est parfois représenté dans la main du prophète Isaïe en vertu de ce passage de son livre : "Au lieu d'épines croîtra le cyprès, au lieu d'ortie croîtra le myrte[16].
- Le Lierre. Le lierre est avec la vigne, l'un des attributs de Bacchus, dieu du vin et de ses suivantes, les Ménades : il entoure leur thyse ou, tressé en couronne, il ceint leur tête. Ovide raconte que Bacchus, aussitôt après sa naissance, est confié aux nymphes de Nysa, qui dissimulent son berceau en le recouvrant de lierre pour le soustraire de la colère de Junon. En effet, l'enfant est né de l'union clandestine de Jupiter et Sémélé. Notons que le lierre en décoction a les propriétés d'atténuer les effets de l'ivresse. C'est probablement une des raisons pour lesquelles le lierre est associé au dieu du vin. Le fait que le lierre soit une plante grimpante qui pousse en embrassant le tronc des arbres le rapproche de l'idée symbolique de l'amour éternel et de fidélité.
- La Vigne. La vigne est assez fréquente comme motif ornemental dans l'architecture sacrée et l'art. Elle est l'attribut des figures allégoriques de l'Automne, du mois de septembre, de la Joie, de l'Entraide, de la Solidarité conjugale et de l'Amitié. La vigne est aussi l'un des attributs de Bacchus, dieu du vin et ses suivantes le Ménades. Dans les représentations des bacchanales et du cortège du dieu, les participants ont la tête ceinte de couronnes tressées de sarments et de feuilles de vigne. Le cep de vigne et son fruit sont fréquemment cités dans les Écritures et sont généralement considérés comme des symboles du Christ, du sang versé lors de son sacrifice et de l'eucharistie. Dans un célèbre passage de l’Évangile de Jean le Christ affirme : "Je suis la vraie vigne"[17].
- Le Blé. Le blé est le fruit de la terre par excellence. La mythologie antique raconte comment Cérès en fait don à l'homme après avoir retrouvé sa fille Proserpine. Les allégories de l’Été et des mois de juin et de juillet ont souvent pour attributs des épis ou des germes de blé[18]. Celle de l'Abondance est représentée sous les traits d'une femme aux bras chargés de gerbes de blé ou tenant une corne d'abondance d'où débordent des épis.

### Autres sources
- Natacha Rimasson-Fertin indique[19] que le tilleul « était un arbre sacré auquel on faisait des offrandes », mais aussi « un arbre associé aux sorcières ». Dans le conte de Grimm intitulé Le Roi Grenouille ou Henri de Fer (KHM1), il formerait avec le puits du conte « un axe vertical qui relie la terre au ciel », soit l’axis mundi étudié par Mircea Eliade (voir Arbre du Monde).

## Les arbres et les religions

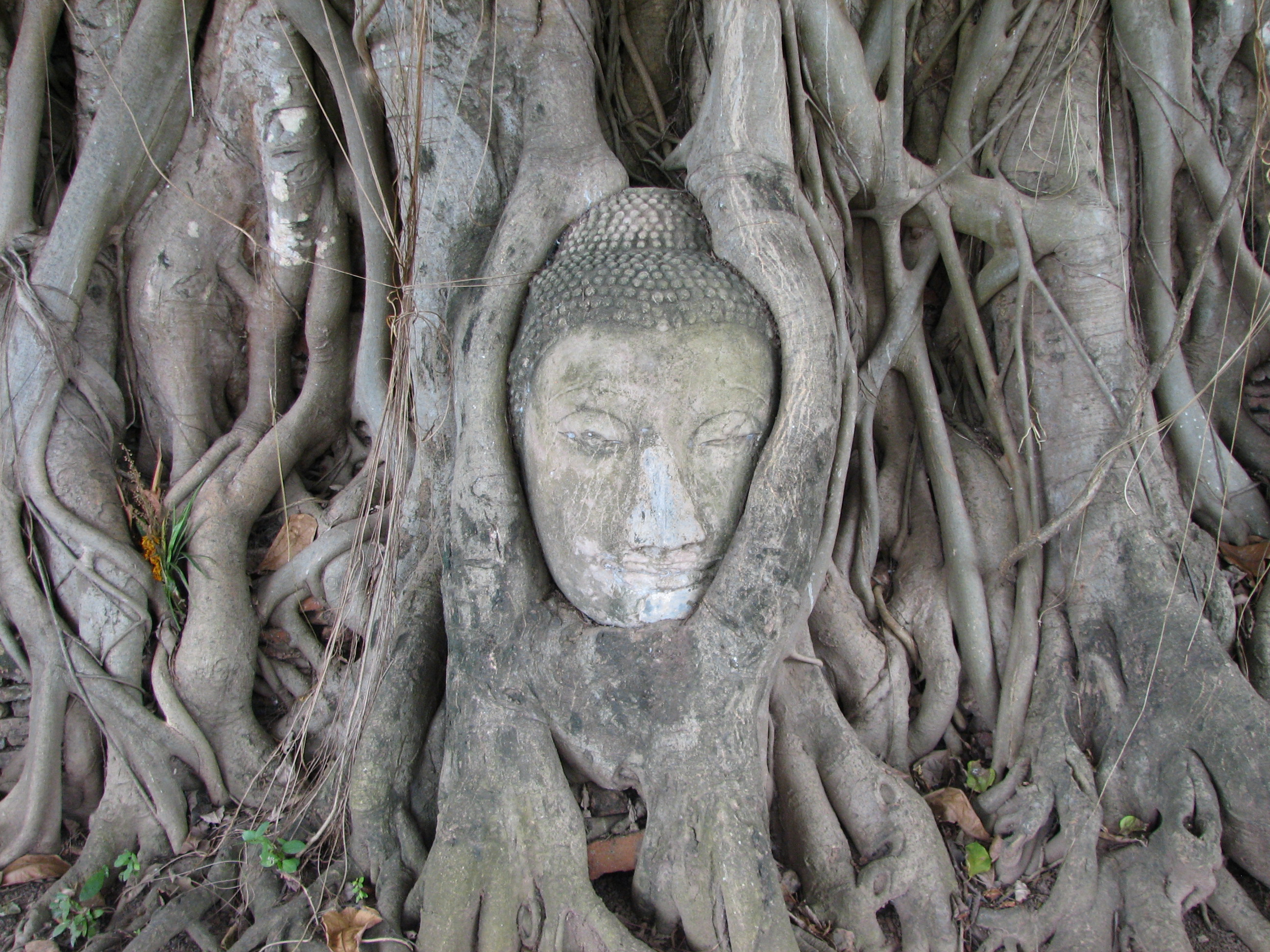
Sculpture de Bouddha dans un pipal

En Inde, le figuier cosmique, Asvattha (ou arbre Pippal, ficus religiosa) est le représentant sur terre de Brihaspati, qui n'est autre que Jupiter. C'est un arbre hautement sacré, car il est dédié à la trimurti (trois dieux) : Brahmâ, Shiva, Vishnu. On l'honore plus particulièrement pendant le mois de Shravana (juillet-août). C'est à l'ombre de son feuillage que Siddhartha, le bouddha historique, atteignit l'Éveil. Il abrite l'âme des défunts, et on lui rend un culte de fécondité et de fertilité. On se sert de son bois pour allumer le feu sacré.
Mircea Eliade évoque un culte des arbres, liés aux dieux Attis et Cybèle, en Grèce antique. Une confrérie dite des « dendrophores » (étymologiquement « porteurs d'arbres ») « amenait de la forêt un pin coupé (arbor intrat). Le tronc était enveloppé de bandelettes, comme un cadavre, et au milieu était attachée une image d'Attis. L'arbre représentait le dieu mort. » Ces processions avaient lieu lors de fêtes à l'équinoxe de printemps, du 15 au 23 mars.
Les Celtes auraient élaboré un zodiaque en corrélation avec les arbres. Mais ce sujet prête à polémiques.

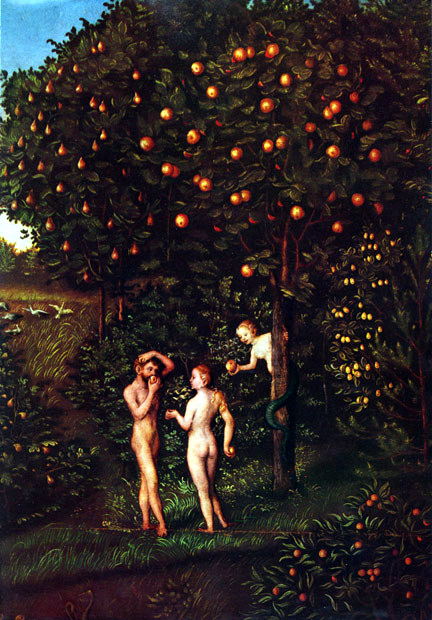
L'arbre biblique de la connaissance portant le « fruit défendu », tel qu'imaginé et peint par Lucas Cranach l'Ancien (1472-1553)

Dans le judaïsme et le christianisme, deux arbres imaginaires et sacrés sont importants, et reliés au Paradis : l'arbre de la connaissance du bien et du mal, l'arbre de vie.
"L'Éternel Dieu fit pousser du sol des arbres de toute espèce, agréables à voir et bons à manger, et l'arbre de vie au milieu du jardin, et l'arbre de la connaissance du bien et du mal… L'Éternel Dieu prit l'homme et le plaça dans le jardin d'Éden… : 'Tu pourras manger de tous les arbres du jardin ; mais tu ne mangeras pas de l'arbre de la connaissance du bien et du mal, car, le jour où tu en mangeras, tu mourras.'" (Genèse, II).
Quant au sapin de Noël, il est un symbole de renouveau de la vie.

## Les arbres dans la littérature
Voir aussi la section plus détaillée : L'Arbre-Monde en littérature de l'article consacré à l'archétype ancien de l'Arbre du Monde.
- Jack et le Haricot magique (XVIIIe siècle ?)
- L'Homme qui plantait des arbres (1954) (Jean Giono)
- Printemps silencieux (1962) de Rachel Carson
- Mystérieuse : matin, midi et soir (1971), bande dessinée de Jean-Claude Forest, avec une sorte d'arbre-univers labyrinthique gigantesque
- Écotopie (1975)
- Arbres (1976), recueil de poèmes de Jacques Prévert, avec des gravures de Georges Ribemont-Dessaignes[23]
- L'Arbre-monde (2018), roman de Richard Powers
- La Pianta del Mondo (« La Plante du Monde ») de Stefano Mancuso (à paraître en français, 2021?)[24]
- Un trou dans la page : si les arbres pouvaient parler de Jennifer Lavallé, album jeunesse avec des peintures de l'artiste belge Claude Biche

## Les arbres au cinéma et à la télévision
- Voyage à Yoshino (Naomi Kawase, 2018)

## Les arbres selon l'ésotérisme

### Les arbres dans le druidisme
Célèbre est le passage de Pline l'Ancien sur les druides et le chêne :

« On ne doit pas non plus oublier à ce propos l’admiration qu’ont les Gaulois [pour le gui]. Les druides – c’est ainsi qu’ils appellent leurs mages – n’ont rien de plus sacré que le gui et l’arbre dans lequel il croît, à condition que celui-ci soit un rouvre … Mais celui-ci est extrêmement rare à trouver, et, en a-t-on découvert, on le cueille en grande pompe religieuse, surtout le sixième jour de la lune qui marque pour eux les débuts des mois et des années et du siècles au bout de trente ans, parce qu’elle aurait déjà assez de force, sans être en son milieu. Ils appellent [le gui] dans leur langue « celui qui guérit tout ». Après avoir préparé au pied de l’arbre et selon les rites le sacrifice et le repas religieux, ils amènent deux taureaux de couleur blanche dont les cornes sont attachées pour la première fois. Un prêtre paré d’un vêtement blanc monte dans l’arbre, avec une serpe d’or il coupe le gui : celui-ci est recueilli dans un sayon blanc. Ensuite ils immolent les victimes en priant le dieu de faire ce présent propice à ceux à qui il l’a donné. (Pline, Histoire naturelle, XVI, 250) »

### Les arbres pour la divination
Dans la Grèce antique, Dodone était un sanctuaire oraculaire dédié à Zeus et à la Déesse-Mère, révérée sous le nom de Dioné. C'était le plus vieil oracle grec, d'après Hérodote, remontant peut-être au IIe millénaire av. J.-C., et l’un des plus célèbres avec ceux de Delphes et d’Ammon. Les prêtres et les prêtresses du bosquet sacré interprétaient le bruissement des feuilles de chêne sous le vent.

### L'arbre dans la kabbale
La kabbale juive représente régulièrement le Tout sous forme d'un Arbre. C'est l'arbre sefirotique. L'arbre des dix Sefirot est l'image symbolique de Dieu et de ses attributs. Il est aussi la représentation de la connaissance permettant de remonter à l'origine de la création. Tel que le présente la tradition juive, l'arbre des Sefirot est un idéogramme qui relie entre elles dix essences d'une importance métaphysique essentielle. C'est le modèle du monde, schéma dynamique des forces productrices de l'univers qui doit devenir visible. Les dix Sefirot sont aussi les dix paroles par lesquelles Dieu a créé le monde. Ce sont les dix aspects sous lesquels l'essence divine se fait connaître, les dix vêtements dont elle se revêt, les dix degrés prophétiques par lesquels elle exprime ses messages. Dans l'ordre de la connaissance, ce sont les dix lumières qui éclairent l'intelligence.

L'arbre kabbalistique des dix sefirot